# Junghuhnia carneola
Junghuhnia carneola är en svampart som först beskrevs av Giacopo Bresàdola, och fick sitt nu gällande namn av Rajchenb. 1984. Junghuhnia carneola ingår i släktet Junghuhnia och familjen Meruliaceae.   Inga underarter finns listade i Catalogue of Life.